# Die Street Corner Society
Die Street Corner Society: Die Sozialstruktur eines Italienerviertels (im Originaltitel: Street Corner Society) ist eine im Jahr 1943 von William Foote Whyte publizierte soziologische Fallstudie. Sie gilt als Meisterwerk der Feldforschung und als soziologisches Äquivalent zu „Argonauten des westlichen Pazifik“ von Bronisław Malinowski.
Whyte verbrachte die späten 1930er Jahre im Bostoner Stadtteil North End, welcher damals zum Großteil von italienischen Immigranten erster und zweiter Generation bevölkert wurde. Die Gegend galt als potentiell unsicher und Kriminalität war allgegenwärtig. Die Italiener wurden gemeinhin als mögliche Verbündete des faschistischen Regimes unter Benito Mussolini gesehen. Whyte lebte dreieinhalb Jahre in North End, davon 18 Monate bei einer italienischen Familie.

## Inhalt
„Die Street Corner Society“ beschreibt die Situation von verschiedenen Gruppen und Gemeinschaften in North End am Beispiel von Compaesani – Menschen, die aus der jeweils gleichen italienischen Gegend immigriert waren und so ihre lokale Heimatkultur mitbrachten.
Der erste Teil des Buches beschreibt den Aufbau und die Organisation der Banden im Stadtviertel. Whyte unterschied dabei zwischen corner boys und college boys, wobei sich das Leben der ersten Gruppe an bestimmten Straßenecken und Kneipen abspielte. Die college boys interessierten sich im Gegensatz dazu mehr für ihre eigene soziale Karriere und trachteten nach guter Ausbildung. Der zweite Teil des Buches beschreibt die Zusammenhänge zwischen den sozialen Gefügen, der Politik und dem Gangstertum im Viertel.

## Ausgaben
- William Foote Whyte: Street corner society. The social structure of an Italian slum, Chicago: The University of Chicago Press, 1943 (2. Auflage 1955; 3. Auflage 1981, ISBN 0226895424; 4. Auflage 1993, ISBN 0226895440).
  - William Foote Whyte: Die Street Corner Society: Die Sozialstruktur eines Italienerviertels, Berlin/New York: de Gruyter 1996, ISBN 3-11012-259-6
  - Ausgewählte Abschnitte in: Daniela Klimke, Aldo Legnaro (Hrsg.), Kriminologische Grundlagentexte, Springer VS, Wiesbaden 2016, ISBN 978-3-658-06503-4, S. 282–289.